# 元祐 (齊郡王)

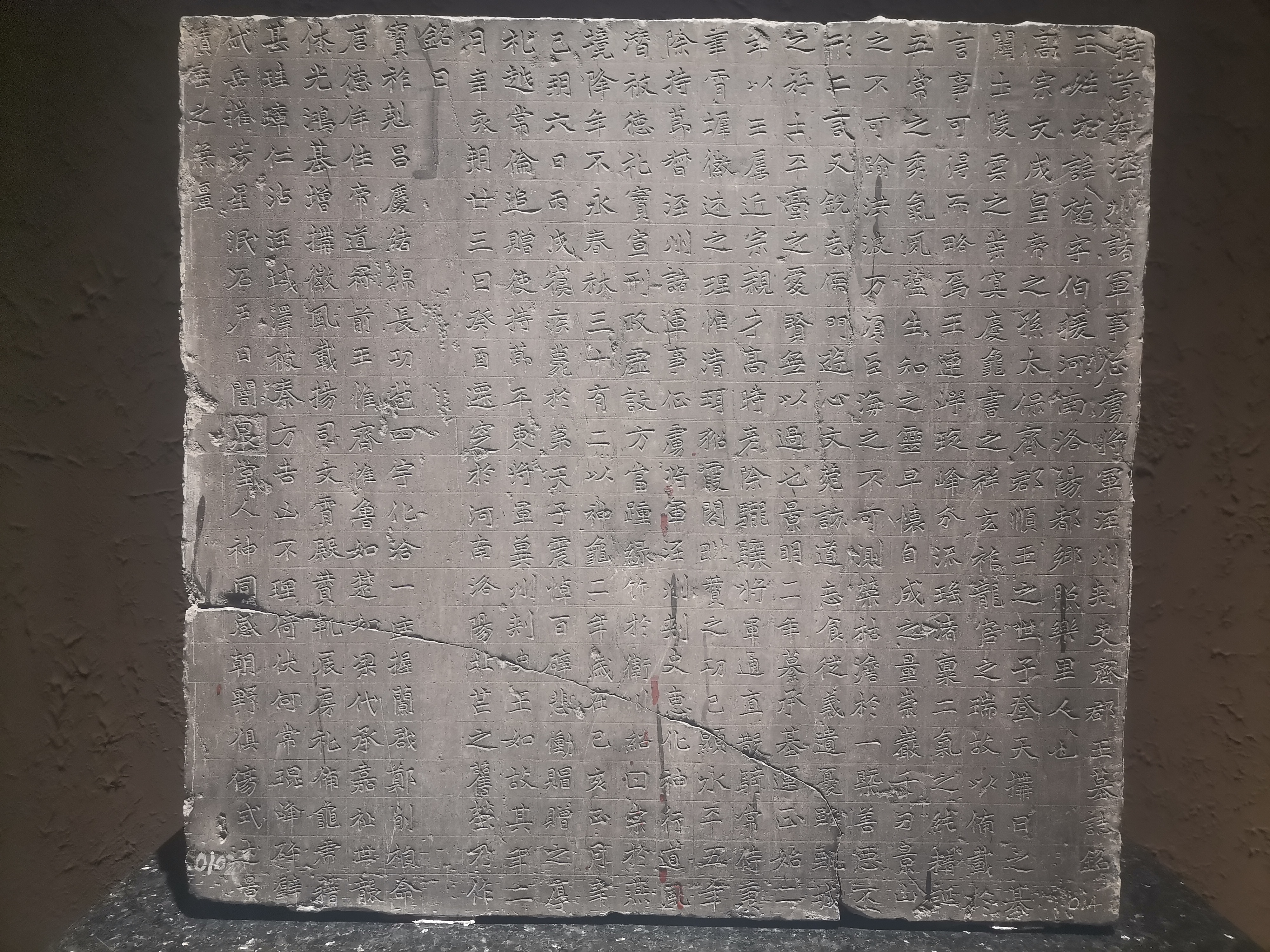
元祐墓誌（洛陽博物館藏）

元祐（488年—519年），字伯授，河南郡洛阳县（今河南省洛阳市东）人，魏文成帝拓跋濬之孫，北魏宗室、官员。

## 生平
元祐是齊郡王元簡之子，父親死後襲封齊郡王，後歷官至涇州刺史。其母親常氏，是文明太后賜給其父親元簡的妻子，孝文帝元宏認為此舉不符合禮制的規範，不允許常氏成為齊郡王王妃，宣武帝即位後，以母從子貴，特地下詔拜常氏為齊郡王太妃。神龜二年（519年）二月，元祐在自家宅邸過世，享年三十二歲。

## 經歷
- 景明二年（501年）：襲爵位齊郡王。
- 正始二年（505年）：除官通直散騎常侍、龍驤將軍。
- 永平五年（512年）：外任涇州刺史、征虜將軍、持節、督涇州諸軍事。

## 家庭

### 夫人
- 常季繁，出自辽西常氏，北魏侍中、太宰、辽西献王常澄的曾孙女，辽西公常冏的幼女，元祐母親的堂侄女[2]

### 子
据《魏故齊郡王妃常氏墓誌銘》，元祐身后有子，罗振玉《魏书宗室传注·世系表》认为后来的齐郡王元温可能即元祐后裔子孙。